# بنك الرأس الأخضر
بنك الرأس الأخضر هو البنك المركزي في الرأس الأخضر. يقع مقره الرئيسي في شارع أفينيدا أميلكار كابرال في العاصمة برايا الوطنية بجزيرة سانتياغو. المحافظ الحالي هو جواو أنطونيو بينتو كويلو سيرا، الذي يتولى منصبه منذ ديسمبر 2014.

## التاريخ
أنشأت الحكومة بنك الرأس الأخضر في عام 1975، كبنك يجمع بين الخدمات المصرفية التجارية والخدمات المصرفية المركزية. أنشأت الحكومة البنك من خلال تأميم عمليات البنك الاستعماري البرتغالي والخارجي، بانكو ناسيونال ألترامارينو، التي أنشأت أول فرع لها في الرأس الأخضر في عام 1865. في عام 1993، قسمت الحكومة وظائف الخدمات المصرفية التجارية إلى بانكو كوميرشال دو أتلانتيكو المنشأة حديثًا.

## روابط خارجية
- الموقع الرسمي لبانكو دو كابو فيردي